# Marc Roberts (chanteur)
Pour les articles homonymes, voir Roberts et Marc Roberts.
Marc Roberts, nom de scène de Seán Hegarty (né le 25 juin 1968 à Crossmolina) est un chanteur irlandais. Il est le représentant de l'Irlande au Concours Eurovision de la chanson 1997 avec Mysterious Woman.

## Biographie
Marc Roberts se fait connaître lors de sa participation au Concours Eurovision de la chanson 1997. La chanson Mysterious Woman prend la deuxième place. Le single se classé numéro 2 dans le classement des singles irlandais. Il sort par la suite son premier album éponyme et un deuxième single, Babe.
Au début des années 2000, Roberts présente ses deuxième et troisième albums, Meet Me Half Way (2003) et Once in My life (2005), dans lesquels Roberts écrit un certain nombre de chansons. À cette époque, Roberts rejoint la station de radio locale Galway Bay FM en tant qu'animateur invité dans l'émission The Feel Good Factor d'une durée de trois heures l'après-midi, de midi à 15 h chaque samedi et dimanche de midi à 13 h 30.
En 2006, Roberts s'affirme en tant qu'auteur-compositeur en co-écrivant un certain nombre de chansons sur l'album de Daniel O'Donnell, Until the Next Time avec le single Crush on You, qui atteint la 21e place du UK Singles Chart. L'album atteint la dixième place du UK Albums Chart.
Roberts tente de représenter à nouveau l'Irlande au Concours Eurovision de la chanson 2008 avec sa propre composition, Chances. Mais le télévote préfère Irelande Douze Pointe de Dustin the Turkey.
Trois autres albums suivent au cours des années suivantes : The Promise (2010), Now and Then (2013) et A Tribute to the Music of John Denver (2015). Ce dernier est des reprises du chanteur américain.